# Temporada 1993 de la CART IndyCar World Series
La temporada 1993 de la CART IndyCar World Series fue la decimoquinta temporada de la Championship Auto Racing Teams, que consistió en 16, comenzando en Surfers Paradise, Australia el 21 de marzo y concluyendo en Monterrey, California, el 3 de octubre. El campeón de la PPG IndyCar World Series fue el campeón del mundo de Fórmula 1 de la temporada 1992 el británico Nigel Mansell y ganador de las 77.ª edición de las 500 Millas de Indianápolis el ex corredor y bicampeón mundial de Fórmula 1, el brasileño Emerson Fittipaldi, que ya la había ganado en 1989. El premio para el novato del año, también fue para el británico Nigel Mansell.
Con el título obtenido en 1992 en la Fórmula 1, y en la temporada 1993 de la CART IndyCar World Series, Nigel Mansell se convirtió en el primer piloto en ganar la Serie CART en su temporada de novato, y sólo igualado seis años después a ese logro el piloto colombiano Juan Pablo Montoya. También se convirtió en el primer piloto de la historia en ser campeón de la Fórmula 1, y campeón de la CART IndyCar World Series, uno después del otro, ya que el mundial lo obtuvo en 1992 y el título de la serie estadounidense en 1993.

## Equipos y pilotos
| Equip./Prop.                | Chasís           | Motor              | Neumáticos | Núm.  | Piloto (s)                                               |
| --------------------------- | ---------------- | ------------------ | ---------- | ----- | -------------------------------------------------------- |
| Newman/Haas Racing          | Lola             | FordXB             | G          | 5     | Nigel Mansell                                            |
| Newman/Haas Racing          | Lola             | FordXB             | G          | 6     | Mario Andretti                                           |
| A. J. Foyt Enterprises      | Lola             | FordXB             | G          | 14    | A. J. Foyt                                               |
| A. J. Foyt Enterprises      | Lola             | FordXB             | G          | 14/41 | Robby Gordon                                             |
| A. J. Foyt Enterprises      | Lola             | FordXB             | G          | 84    | John Andretti                                            |
| Target Chip Ganassi Racing  | Lola             | FordXB             | G          | 10    | Arie Luyendyk                                            |
| Turley Motorsports          | Penske           | Chevrolet          | G          | 69/99 | Eddie Cheever                                            |
| Turley Motorsports          | Penske           | Chevrolet          | G          | 99    | Brian Till                                               |
| Marlboro Penske Racing      | Penske           | Chevrolet          | G          | 4     | Emerson Fittipaldi                                       |
| Marlboro Penske Racing      | Penske           | Chevrolet          | G          | 12    | Paul Tracy                                               |
| Galles Racing               | Lola             | Chevrolet          | G          | 3     | Al Unser Jr.                                             |
| Galles Racing               | Lola             | Chevrolet          | G          | 7     | Danny Sullivan                                           |
| Galles Racing               | Lola             | Chevrolet          | G          | 7/11  | Adrián Fernández                                         |
| Galles Racing               | Lola             | Chevrolet          | G          | 11    | Kevin Cogan                                              |
| Walker Motorsport           | Lola             | FordXB             | G          | 2     | Scott Goodyear                                           |
| Walker Motorsport           | Lola             | FordXB             | G          | 15    | Hiro Matsushita                                          |
| Walker Motorsport           | Lola             | FordXB             | G          | 75    | Willy T. Ribbs                                           |
| Rahal/Hogan Racing          | Rahal/Hogan Lola | Chevrolet          | G          | 1     | Bobby Rahal                                              |
| Rahal/Hogan Racing          | Rahal/Hogan Lola | Chevrolet          | G          | 26    | Mike Groff                                               |
| Dick Simon Racing           | Lola             | FordXB Chevrolet   | G          | 9     | Raúl Boesel                                              |
| Dick Simon Racing           | Lola             | FordXB Chevrolet   | G          | 18/90 | Maurício Gugelmin                                        |
| Dick Simon Racing           | Lola             | FordXB Chevrolet   | G          | 22    | Scott Brayton                                            |
| Dick Simon Racing           | Lola             | FordXB Chevrolet   | G          | 23    | Didier Theys                                             |
| Dick Simon Racing           | Lola             | FordXB Chevrolet   | G          | 90    | Eddie Cheever Lyn St. James Bertrand Gachot Gary Brabham |
| Hall/VDS Racing             | Lola             | Chevrolet          | G          | 8     | Teo Fabi                                                 |
| Dale Coyne Racing           | Lola             | Chevrolet          | G          | 19    | Robbie Buhl Johnny Unser                                 |
| Dale Coyne Racing           | Lola             | Chevrolet          | G          | 33    | Dennis Vitolo                                            |
| Dale Coyne Racing           | Lola             | Chevrolet          | G          | 39    | Ross Bentley                                             |
| Bettenhausen Motorsports    | Penske           | Chevrolet          | G          | 16    | Stefan Johansson                                         |
| Bettenhausen Motorsports    | Penske           | Chevrolet          | G          | 33    | Scott Sharp                                              |
| Bettenhausen Motorsports    | Penske           | Chevrolet          | G          | 76    | Tony Bettenhausen Jr.                                    |
| Paragon Motorsports         | Lola             | Chevrolet          | G          | 44    | John Brooks                                              |
| Paragon Motorsports         | Lola             | Chevrolet          | G          | 90    | Gary Brabham                                             |
| Arciero Racing              | Penske           | Chevrolet          | G          | 25    | Mark Smith Olivier Grouillard                            |
| Budweiser King Racing       | Lola             | Chevrolet          | G          | 40    | Roberto Guerrero Eddie Cheever                           |
| Budweiser King Racing       | Lola             | Chevrolet          | G          | 60    | Jim Crawford                                             |
| Budweiser King Racing       | Lola             | Chevrolet          | G          | 80    | Al Unser                                                 |
| Euromotorsport              | Lola             | Chevrolet Cosworth | G          | 42/50 | Andrea Montermini David Kudrave Jeff Wood                |
| Euromotorsport              | Lola             | Chevrolet Cosworth | G          | 50    | Andrea Chiesa Davy Jones Christian Danner                |
| Leadercard Hemelgarn Racing | Lola             | Chevrolet Buick    | G          | 20    | Buddy Lazier                                             |
| Leadercard Hemelgarn Racing | Lola             | Chevrolet Buick    | G          | 28/98 | Brian Bonner                                             |
| International Sport         | Lola             | Chevrolet          | G          | 30    | Marco Greco                                              |
| International Sport         | Lola             | Chevrolet          | G          | 34    | Rocky Moran                                              |
| Hayhoe Racing               | Lola             | Chevrolet          | G          | 18    | Jimmy Vasser                                             |
| Indy Regency Racing         | Lola             | Chevrolet          | G          | 29    | Olivier Grouillard                                       |
| ProFormance Motorsports     | Lola             | Chevrolet          | G          | 45    | Scott Pruett                                             |
| Menard Racing               | Lola             | Buick Menard       | G          | 21    | Jeff Andretti                                            |
| Menard Racing               | Lola             | Buick Menard       | G          | 27    | Geoff Brabham                                            |
| Menard Racing               | Lola             | Buick Menard       | G          | 32    | Eric Bachelart                                           |
| Menard Racing               | Lola             | Buick Menard       | G          | 93    | John Paul Jr.                                            |
| Menard Racing               | Lola             | Buick Menard       | G          | 51    | Gary Bettenhausen                                        |
| Menard Racing               | Lola             | Buick Menard       | G          | 59    | Eddie Cheever                                            |
| Menard Racing               | Lola             | Buick Menard       | G          | 77    | Nelson Piquet                                            |
| Formula Project 500         | Lola             | Chevrolet          | G          | 36    | Stéphan Grégoire                                         |
| Hemelgarn Racing            | Lola             | Buick              | G          | 91    | Stan Fox                                                 |
| Hemelgarn Racing            | Lola             | Buick              | G          | 92    | Didier Theys                                             |
| PacWest Racing              | Galmer 92        | Chevrolet          | G          | 17/66 | Dominic Dobson                                           |

No participó: (Nº44) Ayrton Senna Da Silva (Brasil) Penske Marlboro con Penske Chevrolet Goodyear.

## Resultados de la Temporada

### Calendario y Resultados
| Rond. | Fecha            | Comp.                                             | Circuito                                           | Localización                  | Pole position      | Vuel. Rap.         | Ganador            | Equipo Ganador       |
| ----- | ---------------- | ------------------------------------------------- | -------------------------------------------------- | ----------------------------- | ------------------ | ------------------ | ------------------ | -------------------- |
| 1     | 21 de marzo      | Gran Premio de Australia FAI IndyCar              | Gran Premio de Surfers Paradise                    | Surfers Paradise, Australia   | Nigel Mansell      | Nigel Mansell      | Nigel Mansell      | Newman/Haas Racing   |
| 2     | 4 de abril       | Valvoline 200                                     | Phoenix International Raceway                      | Phoenix, Arizona              | Scott Goodyear     | Desconocido        | Mario Andretti     | Newman/Haas Racing   |
| 3     | 18 de abril      | Toyota Gran Premio de Long Beach                  | Circuito callejero de Long Beach                   | Long Beach, California        | Nigel Mansell      | Desconocido        | Paul Tracy         | Marlboro Team Penske |
| 4     | 30 de mayo       | 77° Edición de las 500 Millas de Indianapolis     | Indianapolis Motor Speedway                        | Speedway, Indiana             | Arie Luyendyk      | Emerson Fittipaldi | Emerson Fittipaldi | Marlboro Team Penske |
| 5     | 6 de junio       | Miller Genuine Draft 200                          | Milwaukee Mile                                     | West Allis, Wisconsin         | Rául Boesel        | Desconocido        | Nigel Mansell      | Newman/Haas Racing   |
| 6     | 13 de junio      | ITT Automotive Gran Premio de Detroit             | Circuito callejero de Detroit - Belle Isle Park    | Detroit, Michigan             | Nigel Mansell      | Nigel Mansell      | Danny Sullivan     | Galles Racing        |
| 7     | 27 de junio      | Budweiser/G. I. Joe's 200/Havoline                | Portland International Raceway                     | Portland, Oregón              | Nigel Mansell      | Emerson Fittipaldi | Emerson Fittipaldi | Marlboro Team Penske |
| 8     | 11 de julio      | Budweiser Gran Premio de Cleveland                | Gran Premio de Cleveland - Burke Lakefront Airport | Cleveland, Ohio               | Paul Tracy         | Desconocido        | Paul Tracy         | Marlboro Team Penske |
| 9     | 18 de julio      | Molson Indy Toronto                               | Circuito Callejero - Exhibition Place              | Toronto, Ontario              | Emerson Fittipaldi | Emerson Fittipaldi | Paul Tracy         | Marlboro Team Penske |
| 10    | 1 de agosto      | Marlboro 500                                      | Michigan International Speedway                    | Brooklyn, Michigan            | Mario Andretti     | Nigel Mansell      | Nigel Mansell      | Newman/Haas Racing   |
| 11    | 8 de agosto      | New England 200                                   | New Hampshire Motor Speedway                       | Loudon, Nuevo Hampshire       | Nigel Mansell      | Nigel Mansell      | Nigel Mansell      | Newman/Haas Racing   |
| 12    | 22 de agosto     | Texaco/Havoline 200                               | Road America                                       | Elkhart Lake, Wisconsin       | Paul Tracy         | Paul Tracy         | Paul Tracy         | Marlboro Team Penske |
| 13    | 29 de agosto     | Molson Indy Vancouver                             | Circuito Callejero de Vancouver                    | Vancouver, Columbia Británica | Scott Goodyear     | Desconocido        | Al Unser Jr.       | Galles Racing        |
| 14    | 12 de septiembre | Pioneer Electronics 200                           | Mid-Ohio Sports Car Course                         | Lexington, Ohio               | Nigel Mansell      | Desconocido        | Emerson Fittipaldi | Marlboro Team Penske |
| 15    | 19 de septiembre | Gran Premio Bosch Spark Plug de Nazareth Speedway | Nazareth Speedway                                  | Nazareth, Pensilvania         | Nigel Mansell      | Desconocido        | Nigel Mansell      | Newman/Haas Racing   |
| 16    | 3 de octubre     | Toyota Gran Premio de Monterey                    | Mazda Raceway Laguna Seca                          | Monterey, California          | Emerson Fittipaldi | Desconocido        | Paul Tracy         | Marlboro Team Penske |

     Óvalo
     Circuito

### Estadísticas Finales
| Pos. | Piloto                | SUR | PHX | LBH | INDY 500 | MIL | DET | POR | CLE | TOR | MIC | LOU | ROA | VAN | MDO | NAZ | LAG | Puntos |
| ---- | --------------------- | --- | --- | --- | -------- | --- | --- | --- | --- | --- | --- | --- | --- | --- | --- | --- | --- | ------ |
| 1    | Nigel Mansell         | 1   | RET | 3   | 3        | 1   | 15  | 2   | 3   | 20  | 1*  | 1   | 2   | 6   | 12  | 1*  | 23  | 191    |
| 2    | Emerson Fittipaldi    | 2*  | 14  | 13  | 1        | 3   | 23  | 1*  | 2   | 2   | 13  | 3   | 5   | 7   | 1*  | 5   | 2   | 183    |
| 3    | Paul Tracy            | 21  | 16* | 1*  | 30       | 20  | 9   | 3   | 1*  | 1*  | 19  | 2*  | 1*  | 13  | 25  | 3   | 1*  | 157    |
| 4    | Bobby Rahal           | 6   | 22  | 2   | DNQ      | 4   | 5   | 4   | 28  | 4   | 9   | 7   | 3   | 2*  | 6   | 6   | 7   | 133    |
| 5    | Raul Boesel           | 8   | 2   | 12  | 4        | 2*  | 2   | 7   | 7   | 7   | 4   | 21  | 4   | 9   | 4   | 9   | 11  | 132    |
| 6    | Mario Andretti        | 4   | 1   | 18  | 5*       | 18  | 3   | 6   | 5   | 8   | 2   | 20  | 15  | 5   | 7   | 13  | 9   | 117    |
| 7    | Al Unser Jr.          | 15  | 4   | 21  | 8        | 5   | 6   | 5   | 19  | 5   | 8   | 8   | 25  | 1   | 8   | 25  | 5   | 100    |
| 8    | Arie Luyendyk         | 5   | 6   | 11  | 2        | 22  | 17  | 10  | 10  | 22  | 3   | 25  | 9   | 25  | 5   | 8   | 3   | 90     |
| 9    | Scott Goodyear        | 10  | 20  | 16  | 7        | 23  | 10  | 12  | 20  | 9   | 5   | 19  | 10  | 4   | 3   | 2   | 4   | 86     |
| 10   | Robby Gordon          | 3   | 18  | DSQ | 27       | 10  | 8   | 8   | 6   | 6   | 15  | 5   | 20  | 23  | 2   | 4   | 10  | 84     |
| 11   | Teo Fabi              | 9   | 5   | 4   | 9        | 9   | 22  | 25  | 8   | 14  | 6   | 16  | 8   | 8   | 24  | 11  | 8   | 64     |
| 12   | Danny Sullivan        | 13  | 23  | 8   | 33       | 16  | 1*  | 14  | 14  | 3   | Wth | 22  | 26  | 10  | 27  | 20  | 27  | 43     |
| 13   | Stefan Johansson      | 12  | 21  | 26  | 11       | 25  | 20  | 26  | 4   | 24  | 23  | 14  | 21  | 3   | 26  | 7   | 6   | 43     |
| 14   | Roberto Guerrero      | 19  | 15  | 5   | 28       | 7   | 26  | 24  | 29  | 10  | 7   | 4   | 23  | 11  |     |     |     | 39     |
| 15   | Scott Brayton         | 16  | 25  | 24  | 6        | 6   | 14  | 17  | 18  | 19  | 11  | 6   | 7   | 24  | 9   | 15  | 24  | 36     |
| 16   | Jimmy Vasser          | 24  | 3   | 22  | 13       | 8   | 16  | 11  |     | 11  |     | 9   |     | 18  | 10  |     | 21  | 30     |
| 17   | Eddie Cheever         | 7   | 24  | 9   | 16       |     | 21  |     |     |     |     |     | 6   |     | 28  | 10  | 14  | 21     |
| 18   | Andrea Montermini     | 25  |     |     |          |     | 4   |     |     | 27  |     |     |     | 19  |     |     |     | 12     |
| 19   | Scott Pruett          |     | 7   | 7   | DNQ      |     | 25  |     |     | 26  |     |     |     |     | 15  |     | 25  | 12     |
| 20   | Willy T. Ribbs        |     |     |     | 21       | 11  | 12  | 16  | 27  | 18  | 10  | 15  | 12  | 16  | 11  | 19  | 28  | 9      |
| 21   | Robbie Buhl           | 23  | 19  | 6   | DNQ      | 17  | 28  |     | 24  |     |     |     | 19  |     | 14  | 17  | 16  | 8      |
| 22   | Mark Smith            | 18  | 9   | 10  | DNQ      |     | 27  | 29  | 15  | 23  |     |     | 24  | 22  | 19  | 12  | 17  | 8      |
| 23   | Mike Groff            |     |     |     | DNQ      | 19  | 11  | 9   |     |     |     | 11  | 18  |     | 22  |     |     | 8      |
| 24   | Adrián Fernández      |     |     | 23  |          | 21  | 7   |     |     |     | DNS | 29  |     |     |     |     | 12  | 7      |
| 25   | Brian Till            |     |     |     |          |     |     | 22  | 9   | 13  |     | 10  | 22  |     | 17  | 16  | 29  | 7      |
| 26   | Hiro Matsushita       | 11  | 10  | 14  | 18       | 13  | 13  | 21  | 12  | 16  | 14  | 13  | 13  | 12  | 13  | 21  | 19  | 7      |
| 27   | David Kudrave         |     | 8   | 27  |          | 24  |     | 23  |     |     | 12  | 23  |     |     | 23  | 14  |     | 6      |
| 28   | Olivier Grouillard    |     |     |     | DNQ      | 12  | 24  | 13  | 11  | DNS | 17  | 12  | 16  | 26  | 16  | 18  | 20  | 4      |
| 29   | John Andretti         |     |     |     | 10       |     |     |     |     |     |     |     |     |     |     |     |     | 3      |
| 30   | Marco Greco           | 22  | 11  | 25  | DNQ      | DNQ | 19  | 19  | 22  | 21  | 18  | 17  | 28  | 20  | 18  | 23  | DNQ | 2      |
| 31   | Christian Danner      |     |     |     |          |     |     |     | 25  |     |     |     | 11  |     |     |     | 26  | 2      |
| 32   | Ross Bentley          | 17  | 12  | 15  | DNQ      | 14  | DNQ | 15  | 16  | 25  | 16  |     | 17  | 17  | DNQ | 22  | DNQ | 1      |
| 33   | Al Unser              |     |     |     | 12       |     |     |     |     |     |     |     |     |     |     |     |     | 1      |
| 34   | Bertrand Gachot       |     |     |     |          |     |     |     |     | 12  |     |     |     |     |     |     |     | 1      |
| 35   | Kevin Cogan           |     |     |     | 14       |     |     | 27  | 13  | 15  |     |     |     |     |     |     |     | 0      |
| 36   | Lyn St. James         |     | 13  | 17  | 25       |     | DNQ | 20  | 23  |     | 22  |     |     |     |     |     |     | 0      |
| 37   | Maurício Gugelmin     |     |     |     |          |     |     |     |     |     |     |     |     |     | 21  | 24  | 13  | 0      |
| 38   | Buddy Lazier          | 20  | 17  | 19  | DNQ      | 15  | 18  |     | 21  |     | 21  | DNQ | 14  |     | 20  | 26  | DNQ | 0      |
| 39   | Dominic Dobson        |     |     |     | 23       |     |     |     |     |     |     |     |     | 14  | DNQ |     | 18  | 0      |
| 40   | Gary Brabham          | 14  |     |     |          |     |     |     |     |     |     |     |     |     |     |     |     | 0      |
| 41   | Jeff Wood             |     | DNQ | 20  |          | DNQ | DNQ | 28  | 17  | 28  | 20  | 24  | 27  | 15  | DNQ | DNS | DNQ | 0      |
| 42   | Didier Theys          |     |     |     | 22       |     |     |     |     |     |     |     |     |     |     |     | 15  | 0      |
| 43   | Davy Jones            |     |     |     | 15       |     |     |     |     |     |     |     |     |     |     |     |     | 0      |
| 44   | Johnny Unser          |     |     |     |          |     |     | 18  |     | 17  |     | 18  |     | 21  |     |     |     | 0      |
| 45   | Gary Bettenhausen     |     |     |     | 17       |     |     |     |     |     |     |     |     |     |     |     |     | 0      |
| 46   | Stéphan Grégoire      |     |     |     | 19       |     |     |     |     |     |     |     |     |     |     |     |     | 0      |
| 47   | Tony Bettenhausen Jr. |     |     |     | 20       |     |     |     |     |     |     |     |     |     |     |     |     | 0      |
| 48   | Scott Sharp           |     |     |     |          |     |     |     |     |     |     |     |     |     |     |     | 22  | 0      |
| 49   | Jim Crawford          |     |     |     | 24       |     |     |     |     |     |     |     |     |     |     |     |     | 0      |
| 50   | Brian Bonner          |     |     |     | DNQ      |     |     |     | 26  | DNQ |     |     |     |     |     |     |     | 0      |
| 51   | Geoff Brabham         |     |     |     | 26       |     |     |     |     |     |     |     |     |     |     |     |     | 0      |
| 52   | Andrea Chiesa         | 26  |     |     |          |     |     |     |     |     |     |     |     |     |     |     |     | 0      |
| 53   | Jeff Andretti         |     |     |     | 29       |     |     |     |     |     |     |     |     |     |     |     |     | 0      |
| 54   | Stan Fox              |     |     |     | 31       |     |     |     |     |     |     |     |     |     |     |     |     | 0      |
| 55   | Nelson Piquet         |     |     |     | 32       |     |     |     |     |     |     |     |     |     |     |     |     | 0      |
|      | Eric Bachelart        |     |     |     | DNQ      |     |     |     |     |     |     |     |     |     |     |     |     | 0      |
|      | John Brooks           |     |     |     |          |     |     |     |     |     |     |     |     |     |     |     | DNQ | 0      |
|      | A.J. Foyt             |     |     |     | DNQ      |     |     |     |     |     |     |     |     |     |     |     |     | 0      |
|      | Davey Hamilton        |     |     |     | DNQ      |     |     |     |     |     |     |     |     |     |     |     |     | 0      |
|      | Rocky Moran           |     |     |     | DNQ      |     |     |     |     |     |     |     |     |     |     |     |     | 0      |
|      | John Morton           |     |     |     | DNQ      |     |     |     |     |     |     |     |     |     |     |     |     | 0      |
|      | Johnny Parsons        |     |     |     | DNQ      |     |     |     |     |     |     |     |     |     |     |     |     | 0      |
|      | John Paul Jr.         |     |     |     | DNQ      |     |     |     |     |     |     |     |     |     |     |     |     | 0      |
|      | Dennis Vitolo         |     |     |     |          |     | DNQ |     |     |     |     |     |     |     |     |     |     | 0      |
| Pos. | Piloto                | SUR | PHX | LBH | INDY 500 | MIL | DET | POR | CLE | TOR | MIC | LOU | ROA | VAN | MDO | NAZ | LAG | Puntos |

| Color       | Resultados                    |
| ----------- | ----------------------------- |
| Oro         | Ganador                       |
| Plata       | 2° lugar                      |
| Bronce      | 3° lugar                      |
| Verde       | 4° y 5° lugar                 |
| Azul claro  | 6° – 10° lugar                |
| Azul oscuro | Finalizó (Fuera del Top 10)   |
| Púrpura     | No acabaron la carrera        |
| Rojo        | No lograron calificarse (DNQ) |
| Marrón      | No arrancó (DNS)              |
| Negro       | Descalificado (DSQ)           |
| Blanco      | No arrancó (DNS)              |
| Blanco      | Abandono por carrera (C)      |
| Sin color   | No participó                  |

| In-line notation                                                            | |
| Negrita                                                                     | Pole position (1 punto; excepto en Indy y Iowa)                                                            |
| 1 Como la clasificación fue cancelada, no se otorgan el punto al polesitter | |
| Cursiva                                                                     | Vuélta más rápida                                                                                          |
| *                                                                           | Mayor Número de vueltas lideradas (2 puntos)                                                               |
| DNS                                                                         | Piloto que no calificó No logró arrancar (DNS), gana la 1/2 de los puntos por haber calificado/participado |
| Novato del Año                                                              | |
| Novato                                                                      | |

### Sistema de puntuación
Los puntos para la temporada se otorgaron sobre la base de los lugares obtenidos por cada conductor (independientemente de que si el coche está en marcha hasta el final de la carrera):
| Posición | 1  | 2  | 3  | 4  | 5  | 6 | 7 | 8 | 9 | 10 | 11 | 12 |
| Puntos   | 20 | 16 | 14 | 12 | 10 | 8 | 6 | 5 | 4 | 3  | 2  | 1  |

#### Puntos de bonificación
- 1 Punto Para la Pole Position
- 1 Punto por liderar la mayoría de vueltas de la carrera

## Copa de Naciones
| Pos. | País                         | SUR | PHX | LBH | INDY 500 | MIL | DET | POR | CLE | TOR | MIC | LOU | ROA | VAN | MDO | NAZ | LAG | Puntos |
| ---- | ---------------------------- | --- | --- | --- | -------- | --- | --- | --- | --- | --- | --- | --- | --- | --- | --- | --- | --- | ------ |
| 1    | Brasil                       | 2   | 2   | 12  | 1        | 2   | 2   | 1   | 2   | 2   | 4   | 3   | 4   | 7   | 1   | 5   | 2   | 234    |
| 2    | Estados Unidos               | 3   | 1   | 2   | 5        | 4   | 1   | 4   | 5   | 3   | 2   | 5   | 3   | 1   | 2   | 4   | 5   | 230    |
| 3    | Canadá                       | 10  | 12  | 1   | 7        | 14  | 8   | 3   | 1   | 1   | 5   | 2   | 1   | 4   | 3   | 2   | 1   | 207    |
| 4    | Reino Unido/ Inglaterra (**) | 1   | RET | 3   | 3        | 1   | 15  | 2   | 3   | 20  | 1   | 1   | 2   | 6   | 12  | 1   | 23  | 191    |
| 5    | Holanda                      | 5   | 6   | 11  | 2        | 22  | 17  | 10  | 10  | 22  | 3   | 25  | 9   | 25  | 5   | 8   | 3   | 90     |
| 6    | Italia                       | 9   | 5   | 4   | 9        | 9   | 4   | 25  | 8   | 14  | 6   | 16  | 8   | 8   | 24  | 11  | 8   | 76     |
| 7    | Suecia                       | 12  | 21  | 26  | 11       | 25  | 20  | 26  | 4   | 24  | 23  | 14  | 21  | 3   | 26  | 7   | 6   | 43     |
| 8    | Colombia                     | 19  | 15  | 5   | 28       | 7   | 26  | 24  | 29  | 10  | 7   | 4   | 23  | 11  |     |     |     | 39     |
| 9    | México                       |     |     | 23  |          | 21  | 7   |     |     |     | DNS | 29  |     |     |     |     | 12  | 7      |
| 10   | Japón                        | 11  | 10  | 14  | 18       | 13  | 13  | 21  | 12  | 16  | 14  | 13  | 13  | 12  | 13  | 21  | 19  | 7      |
| 11   | Francia                      |     |     |     | 19       | 12  | 24  | 13  | 11  | DNS | 17  | 12  | 16  | 26  | 16  | 18  | 20  | 4      |
| 12   | Alemania                     |     |     |     |          |     |     |     | 25  |     |     |     | 11  |     |     |     | 26  | 2      |
| 13   | Bélgica                      |     |     |     | 22       |     |     |     |     | 12  |     |     |     |     |     |     | 15  | 1      |
| 14   | Australia                    | 14  |     |     | 26       |     |     |     |     |     |     |     |     |     |     |     |     | 0      |
| 15   | Reino Unido/ Escocia (*)     |     |     |     | 24       |     |     |     |     |     |     |     |     |     |     |     |     | 0      |
| 16   | Suiza                        | 26  |     |     |          |     |     |     |     |     |     |     |     |     |     |     |     | 0      |
| Pos. | País                         | SUR | PHX | LBH | INDY 500 | MIL | DET | POR | CLE | TOR | MIC | LOU | ROA | VAN | MDO | NAZ | LAG | Puntos |

### Copa de Fabricantes de Chasis
| Posición | Chasís                 | Puntos |
| -------- | ---------------------- | ------ |
| 1        | Lola T9300/T9200/T9100 | 297    |
| 2        | Penske PC-22/PC-21     | 256    |
| 3        | Rahal-Hogan RH-01      | 32     |
| 4        | Galmer 92              | 0      |
| Posición | Chasís                 | Puntos |

### Copa de Fabricantes de Motoristas
| Posición | Motor             | Puntos |
| -------- | ----------------- | ------ |
| 1        | Chevrolet C       | 274    |
| 2        | Ford XB/ Cosworth | 269    |
| 3        | Chevrolet A       | 47     |
| 4        | Chevrolet B       | 22     |
| 5        | Cosworth DFS      | 0      |
| 6        | Buick             | 0      |
| 7        | Menard            | 0      |
| Posición | Motor             | Puntos |